# 賤人新世紀
《賤人新世紀》（英語：Cheap Century，又稱《大麻成》）是一套香港網絡漫畫系列，由香港插畫家蘇泳康繪畫。

## 簡介
《賤人新世紀》系列的名稱取自無綫電視搞笑節目《叻人新世紀》。《賤人新世紀》的類型屬多格或單幅漫畫，現時故事主要圍繞角色「阿婆」與「大麻成」之間的日常生活瑣事，創作意念源自社會草根階層中不同人物的性格和關係，具香港本土特色。

## 歷史
2013年，插畫師蘇泳康（筆名）開設《賤人新世紀》Facebook專頁，於工餘時間發佈以自己為角色原型的多格漫畫，內容主要為紀錄作者個人生活和「打工仔」生活日常，諷刺時弊。然而，因插畫畫風較小眾，起初未受到坊間太多關注。2015年，「大麻成」角色加入系列。2016年，插畫畫風逐漸轉向卡通風格。2018年，「阿婆」角色加入系列，大受讀者歡迎，插畫的主題重心也隨之轉向「阿婆」與「大麻成」之間的故事。
自2010年代中起，《賤人新世紀》系列推出了多款即時通訊軟件貼圖冊，受到了廣泛歡迎，隨後除了出版繪本外，亦有推出各式名樣的精品。近期，作者常與其他插畫家合作，創作跨領域的作品，並定期與其他品牌合作進行推廣活動，於香港各地舉辦限期展覽。

## 角色
- 大麻成：取自香港經典市井人物的暱稱，麻甩、不修邊幅、生活隨性的中年漢
- 阿婆：取自諺語「阿婆走得快，一定有古怪」，身體退化但具有老人睿智、精打細算的老太太，並照顧大麻成起居飲食
- 小麻成：童年大麻成，經過阿婆許願之後，大小麻成出現於同一時空，同住阿婆家中
- 叔公
- 蘇泳康（作者本人）：系列的元祖角色，取自日本漫畫《稻中兵團》角色田原年彥之香港版譯名
- 蘇泳康太太

## 著作
|   | 著作名稱                        | 出版日期 | ISBN                   |
| - | ------------------------------- | -------- | ---------------------- |
| 1 | 《我只是個賤人 何苦你這麼認真》 | 2015年   | ISBN 978-988-8249-94-7 |
| 2 | 《中伏唔好喊 圖解二人生活百科》 | 2018年   | ISBN 978-988-8481-60-6 |
| 3 | 《阿婆歇後語學習卡》            | 2019年   | ISBN 978-988-79276-9-3 |
| 4 | 《同熱愛這片佬味》              | 2020年   | ISBN 978-988-77826-8-1 |
| 5 | 《阿婆的快樂時代》              | 2021年   | ISBN 978-988-8687-89-3 |
| 6 | 《麻甩們是非我細細聲講給你》    | 2023年   | ISBN 978-988-77827-8-0 |

## 外部連結
- CheapCentury的Facebook專頁
- Cheap Century 官方網店